# カロル・メッツ
カロル・メッツ（Karol Mets エストニア語: [ˈkɑrol mets]、1993年5月16日 - ）は、エストニア・ヴィリャンディ県ヴィリャンディ出身のサッカー選手。FCザンクトパウリ所属。エストニア代表。ポジションはディフェンダー（センターバック）。

## クラブ歴

### ヴィリャンディJKトゥレヴィク
2003年、10歳の時に、ユーススカウトの目に留まり、ヴィリャンディJKトゥレヴィクの下部組織に入団。最終的にはクラブのリザーブチームまで昇格した。

### FCフローラ・タリン
2010年11月、国内のFCフローラ・タリンに移籍した。翌年の3月1日、エストニア・カップ第2回戦、FCレバディア・タリンとの試合でクラブ初出場を果たした。その後はスタメンに定着し、2013年にはメスタリリーガを制覇した。

### バイキングFK
2014年12月5日、エリテセリエンのバイキングFKへの移籍が発表され、3年契約を結んだ。

### NACブレダ
2017年7月31日に、エールディヴィジのNACブレダと3年契約を締結した。移籍金は非公表だが、およそ1200万円だと考えられる。8月12日のリーグ戦、対SBVフィテッセ戦でエールディヴィジ初出場を飾った。

### AIKソルナ
2019年3月14日、アルスヴェンスカンのAIKソルナと3年契約を結んだ。3月31日、エステルスンドFK戦で移籍後公式戦並びにリーグ戦初出場。

### アル・イテファク
2020年10月12日、サウジ・プロフェッショナルリーグのアル・イテファクに3年契約で移籍した。

## 代表歴
2013年11月19日、リヒテンシュタイン代表との親善試合でフル代表デビューをした。